# VOA1

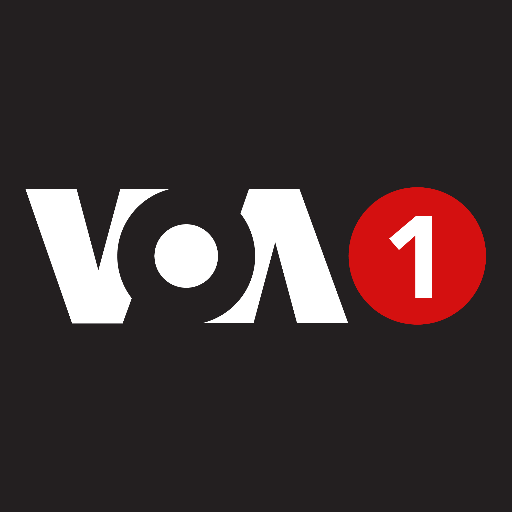
VOA1 Logo

美国之音一台（VOA1）是美国国际广播公司美国之音运营的音乐广播服务，主要播放美国音乐。美国之音总部位于华盛顿特区，服务主要包括24小时不间断的国际电台在线网络广播。VOA1在美国之音电台的主要频道中占据突出地位。
VOA1的节目主要采用Top 40音乐格式，每小时开始时会插播5分钟的新闻广播。

## 历史
1985年，美国之音欧洲台成立，作为一项特殊的英语广播服务，可通过卫星接收AM、FM以及欧洲各地的有线电视。该网络采用包括现场DJ在内的现代形式，全天24小时播放热门音乐、美国之音新闻和当地特色节目。
1997年1月，为削减成本，美国之音欧洲台关闭。美国之音快报取代了该台，后者于1999年7月4日起改组为美国之音音乐混合台。2014年11月1日，美国之音音乐混合台更名为美国之音1台。

## 外部連結
- 官方网站